# 佛兰德的亨利
佛兰德的亨利（1176年—1216年6月11日）是拉丁帝国的第二任皇帝（1205年-1216年），亨利参与了第四次十字军东征和1204年君士坦丁堡之围。在其兄鲍德温一世1205年被俘后接任皇帝。